# Тернопільське вище професійне училище технологій та дизайну
Тернопільське вище професійне училище технологій та дизайну — вищий навчальний заклад ІІІ атестаційного рівня у місті Тернополі.

## Історія
Училище засноване 18 серпня 1985 року як Тернопільське професійно-технічне училище № 10. Засновниками були Держкомітет УРСР та обласний ремонтно-будівельний трест Міністерства житлово-комунального господарства УРСР.
4 лютого 1999 Тернопільське ПТУ № 10 перейменоване у Художнє професійно-технічне училище № 10 м. Тернополя.
4 жовтня 2002 Художнє професійно-технічне училище реорганізоване у Вище професійне училище № 10 м. Тернополя.
9 грудня 2010 Вище професійне училище № 10 м. Тернополя перейменовано у Тернопільське вище професійне училище технологій та дизайну.
29 квітня 2010 року на базі училища відкрито навчально-практичний будівельний центр КНАУФ з підготовки фахівців будівельної галузі за сучасними німецькими технологіями.

## Спеціальності
- Контролер харчової продукції
- Кухар. Бармен. Офіціант
- Кухар. Кондитер
- Виробник художніх виробів з дерева
- Муляр, штукатур, лицювальник-плиточник
- Лаборант хіміко-бактеріологічного аналізу, оператор лінії у виробництві харчової продукції
- Лицювальник-плиточник. Монтажник гіпсокартонних конструкцій

## Навчально-виховна робота
Загальна площа корпусних будівель училища 4416,8 м², навчальна площа — 2488,8 м². Для навчально-виробничого процесу в училищі обладнано 19 кабінетів, з них 7 — для загальноосвітньої і 12 — для професійно-теоретичної підготовки, створено й обладнано 10 навчально-виробничих майстерень і 5 лабораторій.
Крім цього є актова зала на 120 місць, спортивна кімната, їдальня на 120 місць, гуртожиток на 172 місця. До мережі Інтернет підключено 40 комп'ютерів.
Бібліотека функціонує з 1985 року. Загальний фонд бібліотеки училища становить 18 270 примірників книг.
В училищі у 2023-2024 навчальному році працюють 7 методичних комісій:
- викладачів філологічних та суспільних дисциплін
- викладачів математично-природничої підготовки
- викладачів фізичної культури та Захисту України
- викладачів та майстрів в/н з професій харчової промисловості та громадського харчування
- викладачів та майстрів в/н деревообробних професій
- викладачів та майстрів в/н будівельних професій
- класних керівників, майстрів в/н та вихователів

За рейтингом Міністерства освіти і науки України училище входить у сотню кращих навчальних закладів професійно-технічної освіти країни і є переможцем Всеукраїнської естафети інноваційних проектів ініційованої Міністерством освіти і науки України.

## Педагогічний колектив

### Директори
- Алла Демборинська - в.о. директора

### Адміністрація
- Лілія  Міщун— заступник директора з навчально - виховної  роботи

### Викладачі
- зі званням Відмінник освіти України — 6 осіб,
- спеціалістів вищої категорії — 22 особи,
- зі званням «Старший викладач» мають — 11 осіб,
- викладачів-методистів — 8 осіб,
- майстрів виробничого навчання І категорії — 4 осіб,
- майстрів виробничого навчання ІІ категорії — 4 особи,

## Випускники
Окремі випускники:
- Лариса Миргородська — радіожурналістка[4]